# Fjortonhörning

En regelbunden fjortonhörning.

En fjortonhörning (eller sällsynt möjligen tetradekagon) är en polygon med fjorton hörn. Summan av (de inre) vinklarna hos en fjortonhörning är alltid 2160°.

## Regelbundna fjortonhörningar
En liksidig och likvinklig fjortonhörning kallas för en regelbunden fjortonhörning. En har alltså vinkelmåttet {\displaystyle \textstyle {\frac {1}{14}}2160^{\circ }\approx 154{,}2857^{\circ }}, vilket ger yttre vinklar på knappt 226°; och en area A som ges av:
{\displaystyle {\begin{aligned}A&={\frac {14}{4}}a^{2}\cot {\frac {\pi }{14}}={\frac {14}{4}}a^{2}\left({\frac {{\sqrt {7}}+4{\sqrt {7}}\cos \left({{\frac {2}{3}}\arctan {\frac {\sqrt {3}}{9}}}\right)}{3}}\right)\\&\simeq 15,3345a^{2}\end{aligned}}}
där a är sidlängden i fjortonhörningen.
En regelbunden fjortonhörning kan inte konstrueras enbart med passare och ograderad linjal, men däremot med dessa samt en vinkeltredelare.